# Aquacentrum Letňany

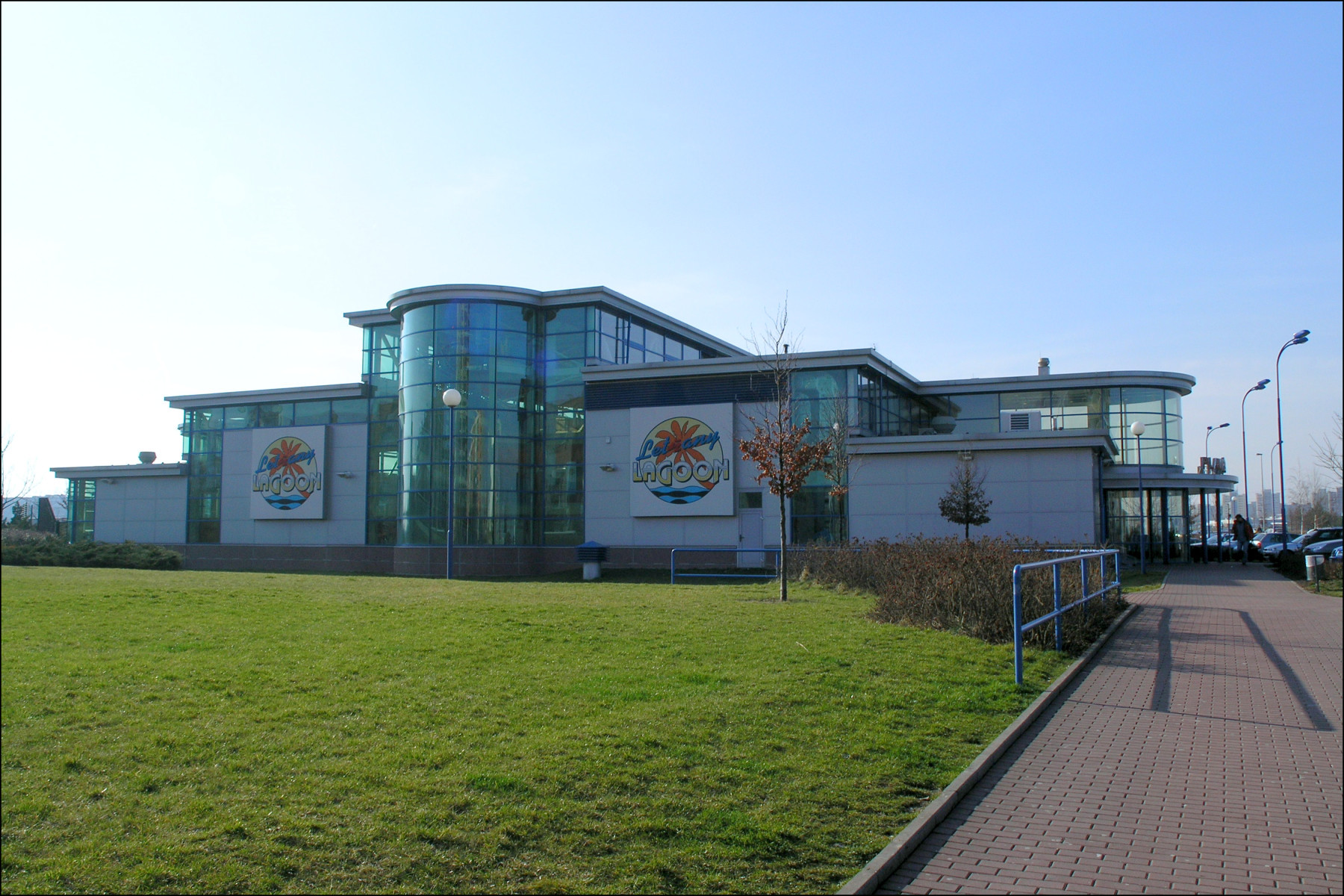
Aquacentrum Letňany Lagoon

Aquacentrum Letňany Lagoon se nachází v pražských Letňanech. Bylo postaveno v roce 1999 společností Tesco Stores ČR. Aquacentrum disponuje jedním 25m krytým bazénem, tobogánem, vířivkou a brouzdalištěm. Je zde možné provozovat i vodní atrakci aquazorbing. Vedle bazénu nabízí centrum i další služby, jako je sauna, solárium a fitness.